# Kondosus borneoensis
Genre
Espèce
Kondosus borneoensis, unique représentant du genre Kondosus, est une espèce d'opilions laniatores de la famille des Tithaeidae.

## Distribution
Cette espèce est endémique de Bornéo.

## Description
Le mâle holotype mesure 4 mm.

## Étymologie
Son nom d'espèce, composé de borneo et du suffixe latin -ensis, « qui vit dans, qui habite », lui a été donné en référence au lieu de sa découverte, Bornéo.

## Publication originale
- Roewer, 1949 : « Über Phalangodiden I. (Subfam. Phalangodinae, Tricommatinae, Samoinae.) Weitere Weberknechte XIII. » Senckenbergiana, vol. 30, p. 11–61.